# Moses Schwarzfeld
Moses Schwarzfeld (în ebraică מוזס שוורצפלד; n. 8 decembrie 1857, Iași, Moldova – d. 11 octombrie 1943, București, România) a fost un istoric, folclorist, publicist, editor de ziare evreu român și secretar al Societății Istorice „Iuliu Barasch”. El a fost fratele istoricului Elias Schwarzfeld (1855-1915) și unchiul poetului-filozof Benjamin Fundoianu (1898-1944).

## Biografie
Născut la Iași, Moses Schwarzfeld a aparținut unei familii cu tradiții intelectuale și preocupări istorico-filologice: tatăl său, Benjamin Schwarzfeld, era poet și deținător al unei mari colecții de cărți. Viitorul scriitor, care era cu doi ani mai mic decât Elias, avea și o soră, Adela Schwarzfeld-Wechsler (1859–1953), care era mama lui Benjamin Fundoianu. Moses și-a început studiile la vârsta de 4 ani, învățând elementele de bază ale religiei iudaice și limbile ebraică și germană. A învățat limba română în școala unde preda scriitorul Ion Creangă. A urmat apoi studiile secundare la Iași, iar în toamna anului 1876 s-a stabilit la București, unde a frecventat cursurile Facultății de Litere și, câțiva ani mai târziu, a fost pentru o perioadă student al Facultății de Medicină. A abandonat studiile medicale după doi ani și s-a dedicat studierii istoriei evreilor din România. La fel ca și ceilalți doi frați ai săi, Moses a crescut într-un mediu intelectual modelat de societatea literară Junimea, membrii familiei sale cunoscându-i pe mai mulți dintre membrii de frunte ai Junimii.
A debutat cu un articol publicat în Revista Israelitică, pe care o fondase la Iași în 1874 fratele său, Elias. În anul 1877 a fondat almanahul literar evreiesc Calendarul pentru israeliți, care a apărut inițial la Bacău și apoi, din anul următor, la București, sub titlul Anuar pentru israeliți. Almanahul a apărut an de an până în 1899, sub coordonarea lui Moses Schwarzfeld, și conținea un număr mare de articole pe teme istorice, literare și folcloristice scrise de cei mai importanți scriitori evrei din România. Moses Schwarzfeld a desfășurat o activitate amplă de publicist atât în paginile publicației proprii Anuar pentru israeliți, cât și în ziarul Fraternitatea (pe care-l conducea din 1881 fratele său mai mic, Elias). Articolele și studiile sale au apărut, de asemenea, în revistele Buciumul român și Arhiva. Moses Schwarzfeld a publicat, fie cu numele său real, fie cu pseudonimele „Ploeșteanu”, „Un călător” sau „Ben Bril”, studii istorice și încercări literare care au atras o critică aspră a istoricului V.A. Urechia.
După expulzarea fratelui său, Elias, și ca urmare a suspendării de către a guvern a apariției ziarului Fraternitatea, Schwarzfeld a părăsit jurnalismul politic și a fondat la 22 iunie 1886 Societatea Istorică „Iuliu Barasch”, care avea ca scop colectarea de materiale cu privire la istoria evreilor din România. În 1890 a fondat săptămânalul Egalitatea din București, pe care l-a redactat fără întrerupere până în anul 1940, când a fost desființat ca urmare a legilor de cenzură antisemită. A fost un susținător al sionismului și a fost delegat la mai multe congrese ale organizațiilor sioniste.
Mosesc Schwarzfeld a murit la 11 octombrie 1943 la București, la vârsta de 85 de ani.

## Activitatea literar-istorică
Moses Schwarzfeld a avut preocupări importante cu privire la folclorul românesc și evreiesc de pe teritoriul Regatului României. Una dintre cele mai importante activități ale sale în domeniul folclorului o constituie popularizarea autorului de aforisme Cilibi Moise prin reeditarea operei sale sub titlul Practica și apropourile lui Cilibi Moise vestitul din Țara Românească (1883) și completarea ei cu o schiță biografică și o prefață elogioasă.
S-a remarcat, de asemenea, ca un culegător de folclor, și a publicat cântece și poezii populare românești culese din Muntenia în paginile revistei științifico-literare Contemporanul din Iași. Cu excepția textului „Lacrimile și blestemul mumei sau Călătoria mortului” (apărut în 1889 în Revista olteană din Craiova), lucrările folclorice publicate de Schwarzfeld nu respectă însă principiile exigenței științifice, neavând note cu privire la sursă și nefiind citate alte variante asemănătoare române sau străine. Opiniile sale cu privire la folclor au fost expuse în studiul Poeziile populare colecția Alecsandri (1866) sau Cum trebuie culese și publicate cântecele populare (1889) în care a afirmat că folclorul trebuie să fie „un repertoriu al limbii poporului” care să se dovedească util pentru lingviști, istorici și scriitori. Schwarzfeld a susținut necesitatea culegerii științifice a textelor populare, cu indicarea tuturor variantelor și a zonei de proveniență și a condamnat modificarea textului potrivit rigorilor literaturii culte. Analizând colecția de poezii populare culese de Vasile Alecsandri prin comparația între versiunile lor apărute în periodice și în ediția din 1852-1853 și versiunile lor din ediția 1866, folcloristul identifică mai multe neconcordanțe pe care le atribuie intervenției poetului, pe care îl acuză de „rău gust” și „pildă rea” și îl numește „meșterul drege-strică”. Opiniile lui Schwarzfeld cu privire la folclor au fost considerate juste, dar tonul violent pe care au fost formulate a stârnit indignarea oamenilor de cultură ai vremii. Polemica iscată cu acest prilej a determinat publicarea unei versiuni noi și la fel de vehemente a acestui studiu sub titlul Vasile Alecsandri sau Meșterul drege-strică și apărătorii săi, cu sprijinul poetului craiovean Traian Demetrescu. Moses Schwarzfeld s-a dovedit însă inconsecvent în susținerea propriilor principii câțiva ani mai târziu, atunci când a analizat anecdotele lui Theodor Speranția, în care a fost alterat fondul popular.
Cercetările lui Schwarzfeld nu au vizat doar folclorul românesc, ci s-au extins și asupra creațiilor folclorice evreiești. Publicistul a adunat o colecție amplă de folclor în limba idiș și a publicat câteva studii de etnopsihologie comparată cu privire la diferențele între evrei și români.
În afara studiilor sale folcloristice, Schwarzfeld a publicat, de asemenea, mai multe studii istorice cu privire la evreii din România în diferite almanahuri și reviste ale vremii: „Ochire asupra istoriei evreilor în România din cele mai vechi timpuri până la jumătatea veacului al XIX-lea” (1887), „Excursiuni critice asupra istoriei evreilor din România de la început, până la mijlocul acestui veac” (1888), „Momente din istoria evreilor din România” (1889), „Iorga și vechimea evreilor” (1914) ș.a.

## Opera

### Studii folcloristice
- „Literatura poporană israelită”, în Anuar pentru israeliți, București, anul I, 1877-1878;
- Practica și apropourile lui Cilibi Moise vestitul din Țara Românească, Tip. Lazăr, Craiova, 1883 (ed. a II-a, Tip. Cucu, București, 1901);
- Două istorioare prea frumoase din viața lui Cuza-Vodă, Tip. Lazăr, Craiova, 1884;
- „[Poezii populare]”, în Contemporanul, Iași, anul V, 1886, anul VI, 1888;
- Anecdote populare române cu privire la evrei. Cercetare critică, București, 1889;
- „Lacrimile și blestemul mumei sau Călătoria mortului”, în Revista olteană, Craiova, anul II, 1889, nr. 2;
- Poeziile populare colecția Alecsandri (1866) sau Cum trebuie culese și publicate cântecele populare, Tip. Gheorghiu, Iași, 1889;
- Vasile Alecsandri sau Meșterul drege-strică și apĕrĕtorii sĕi: cercetare critică pe tĕrĕmul estetic și folkloristic, Tipo-litografia națională R. și I. Samitca, Craiova, 1889;
- „Cântece populare din Muntenia”, în Arhiva, Iași, nr. I, 1890, nr. 3;
- „Literatura populară israelită ca element etnico-psihologic”, în Anuar pentru israeliți, București, anul XII, 1889-1890;
- „V. Cireș, Considerațiuni estetice asupra poeziei populare române”, în Arhiva, Iași, nr. I, 1890, nr. 5;
- „Evreii în literatura populară română”, în Anuar pentru israeliți, București, anul XIV, 1891;
- „Râs sau dezgust? Cu privire la anecdotele d-lui Speranția”, în Egalitatea, București, anul III, 1892, nr. 2;
- „Ignoranță și reavoință. Tot cu privire la anecdotele d-lui Speranția”, în Egalitatea, București, anul III, 1892, nr. 3;
- „O ochire asupra anecdotelor populare române”, în Șezătoarea, Fălticeni, anul I, 1892, nr. 5;
- Basmul cu pantoful la evrei, români și la alte popoare, [București], [1893].

### Studii istorice
- „Adolf Cremieux. Asupra vieții și activității sale”, 1880-1881;
- „Un document istoric”, 1886;
- „Fragmente din response”, 1886;
- „Davicion Bally. Biografie”, 1886;
- „Un act de la 1650”, 1886;
- „Cronica Israelită în România”, 1887;
- „Chazarii și evreii din România”, 1887;
- „Ochire asupra istoriei evreilor în România din cele mai vechi timpuri până la jumătatea veacului al XIX-lea”, 1887;
- „Abraham Cohen-Bucureșteanul. 1840 - 1877. Schiță biografică”, 1887;
- „Excursiuni critice asupra istoriei evreilor din România de la început, până la mijlocul acestui veac”, 1888;
- „Momente din istoria evreilor din România”, 1889;
- „Un sul de amintire, datat Roman”, 1890;
- „Moses Iacob Löbel”, 1896;
- „Iorga și vechimea evreilor”, 1914;
- „Dr. Iuliu Barasch (iunie 1815 - 30 april 1863). Omul. Opera. Bucăți alese din operele sale”, 1919.

### Traduceri
- Leopold Kompert, Christu și Leea, Wiegand, București, 1892.